# Сказка о спящей царевне и семи богатырях
«Сказка о спящей царевне и семи богатырях» — экранизация почти одноимённой сказки Александра Сергеевича Пушкина 1914 года. Производство Торговый дом Ханжонкова.

## Сюжет
Сюжет полностью совпадает с произведением А. С. Пушкина. Царица, не дождавшись мужа, рожает дочь и умирает. Царь снова женится, а маленькая царевна растёт прекрасной. Когда царевна становится взрослой девушкой, она превосходит красотой свою мачеху, которая является колдуньей и не терпит никакой конкуренции своей красоте. Она заставляет девушку-служанке отвести царевну в лес и вырезать её сердце. Служанка жалеет молодую добрую девушку и отпускает её. Царевна прячется у семи богатырей, для которых становится названной младшей сестрой. Царица, прознав, что молодая царевна жива и становится всё прекрасней, решает её отравить. Она превращается в старуху и дает царевне отравленное яблоко, вкусив которое, она засыпает мертвым сном. Царевну находит царевич Елисей, её жених, который поцелуем пробуждает её ото сна. Царица умирает.
Специфично то, что знаменитые четверостишия из данного произведения в фильме не звучат.

## Актёрский состав
- Софья Гославская — роль царевны
- Александр Херувимов — роль царя
- Ольга Оболенская — роль мачехи
- Иван Мозжухин — роль царевича Елисея
- Лидия Триденская — роль служанки-чернавки
- Андрей Громов, Павел Бирюков, Сергей Квасницкий, Арсений Бибиков, Николай Семёнов, Николай Башилов — богатыри

## Съемочная группа
- Пётр Чардынин — режиссёр
- Александр Ханжонков — продюсер
- Александр Сергеевич Пушкин — автор сценария
- Александр Рылло, Владислав Старевич — операторы